# Piazza della Santissima Annunziata
Het Piazza della Santissima Annunziata is een plein in de stad Florence, in de Italiaanse regio Toscane. Het plein is vernoemd naar de Basilica della Santissima Annunziata, die aan het uiteinde van het plein staat, uitkijkend over de Via dei Servi, die naar de Kathedraal van Florence loopt. 
Het model voor de arcades die het plein aan drie zijden omlijsten werd geleverd door het Ospedale degli Innocenti, een 15e-eeuws vondelingenziekenhuis gesponsord door een donatie van de overheid. Het complex werd oorspronkelijk ontworpen door Filippo Brunelleschi, de vader van de Renaissancearchitectuur en bouwer van de koepel van de kathedraal. Het ziekenhuis is een van de eerste in zijn soort, zowel qua functie als qua stijl. Het is vandaag de dag nog steeds in gebruik en huisvest ook het Museo degli Innocenti. Aan de andere kant bevindt zich de ingang van het Museo archeologico nazionale di Firenze.
Aan de andere kant wordt het plein omsloten door de Loggia dei Servi di Maria, met een gevel die een afspiegeling is van die van het ospedale. Gebouwd in de jaren 1520 door Antonio da Sangallo de Oudere, diende het de orde van de Servieten van Maria, waarvan de Annunziata kerk hun stichtingsplaats is.
Iets uit het midden van het plein staat het bronzen ruiterstandbeeld van Ferdinando I tegenover de kathedraal. Het is een werk van Giambologna, uitgevoerd in 1602-1607, terwijl de Fontane dei mostri marini, de twee maniëristische fonteinen met fantastische figuren, het werk zijn van zijn leerling Pietro Tacca.

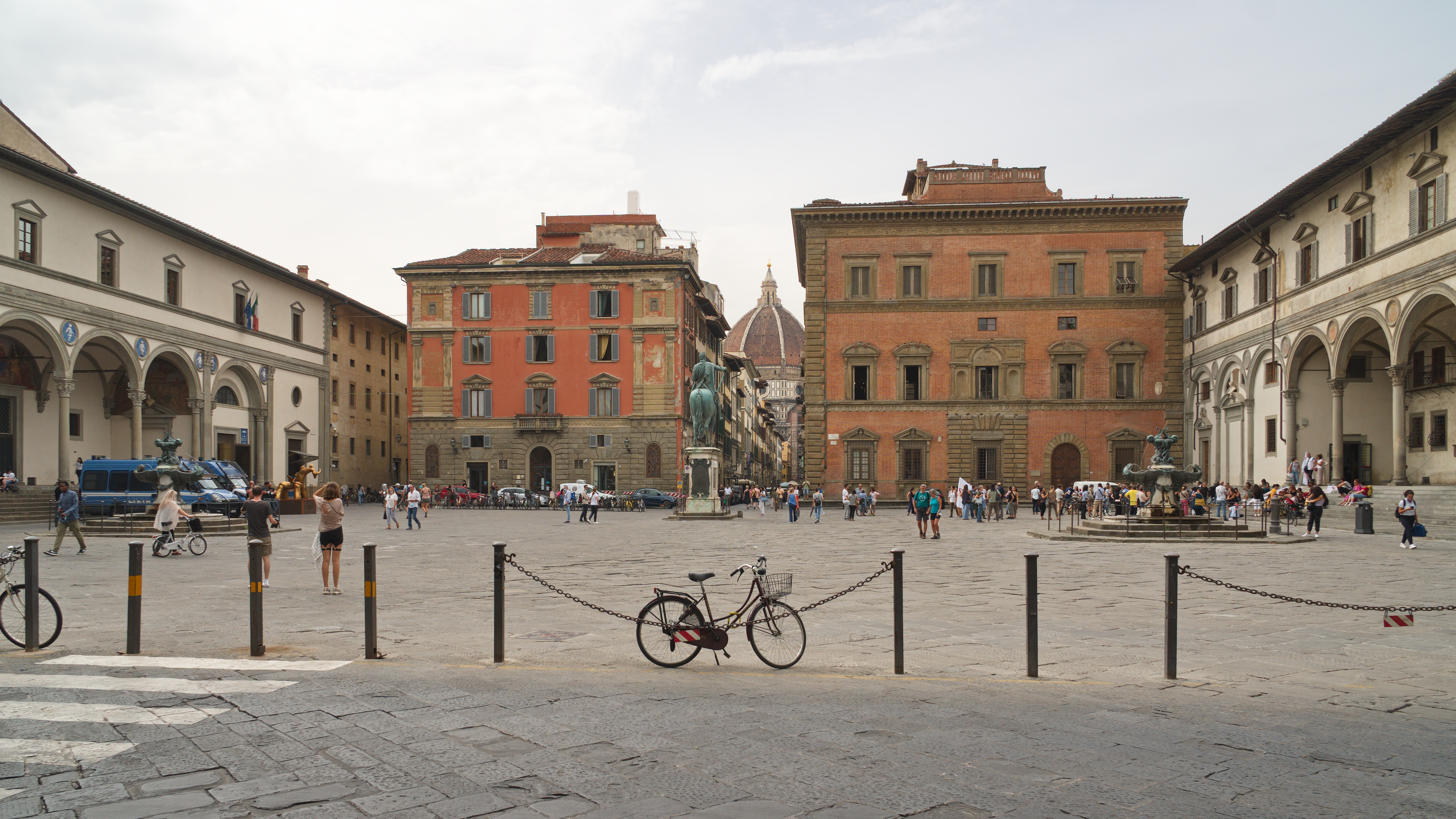
Zicht over het plein richting de Kathedraal van Florence, met Palazzi delle due Fontane en Budini Gattai
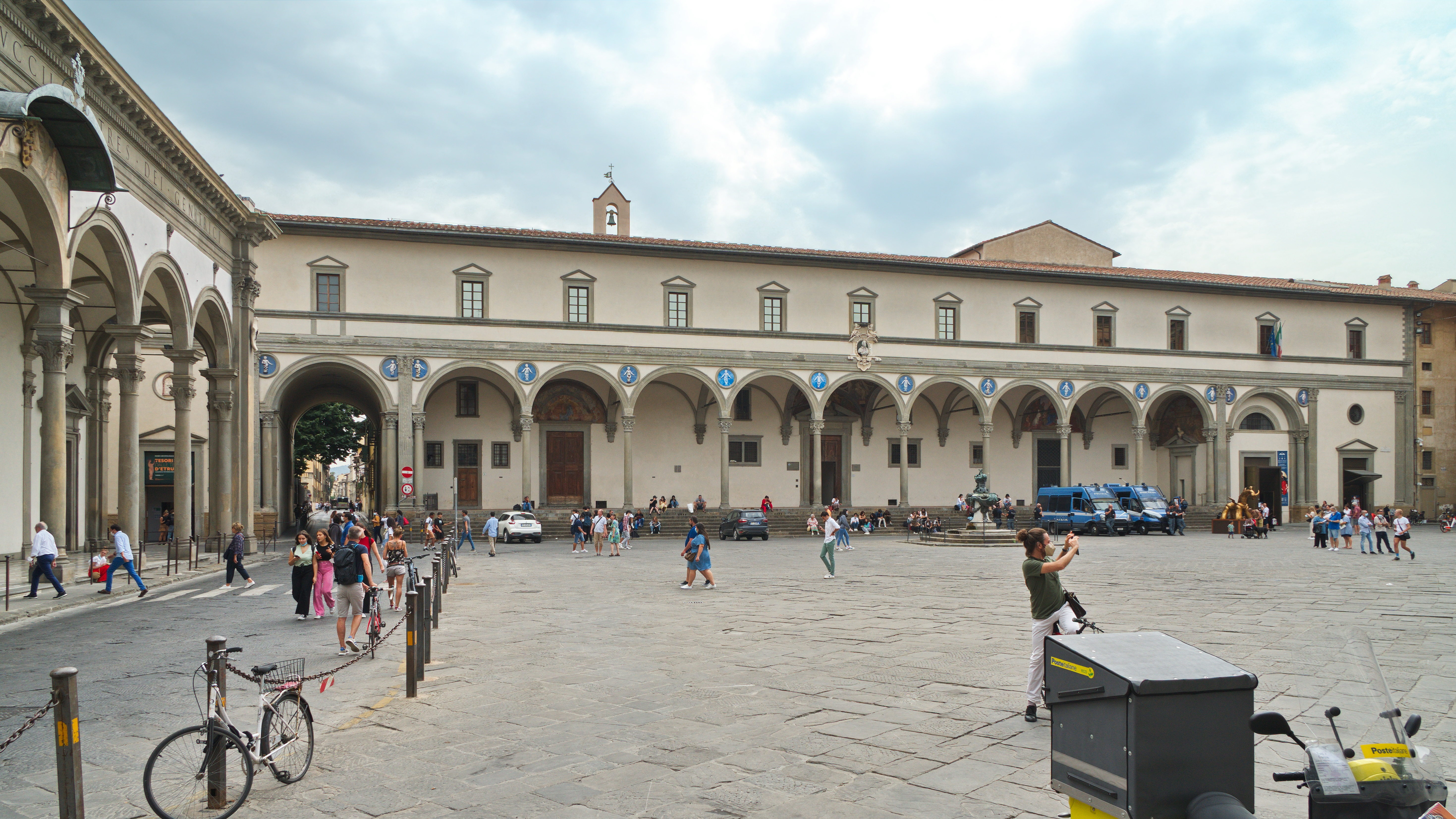
Het Ospedale degli Innocenti
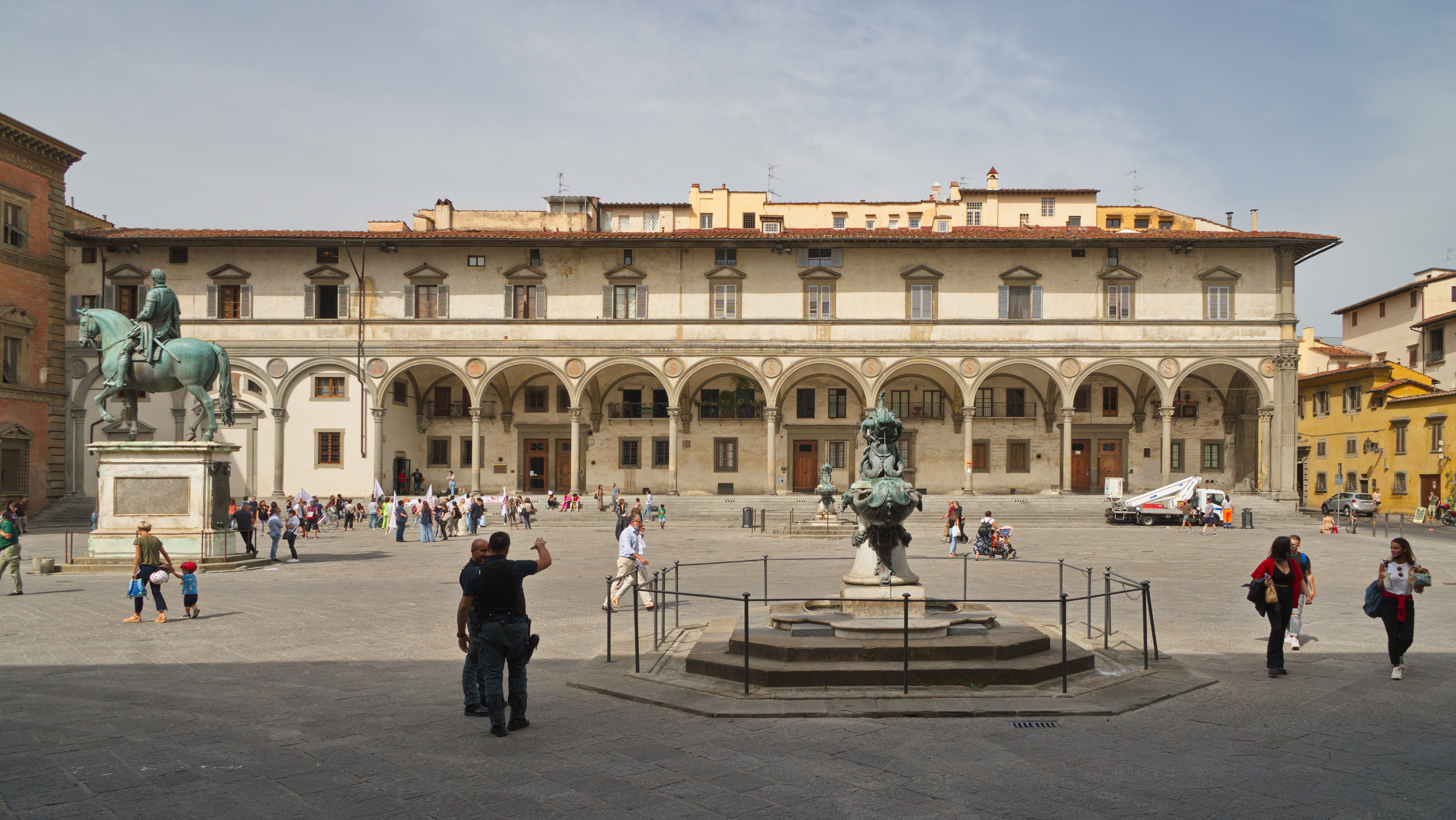
De Loggia dei Servi di Maria